# منطقه ج (کرانه باختری)

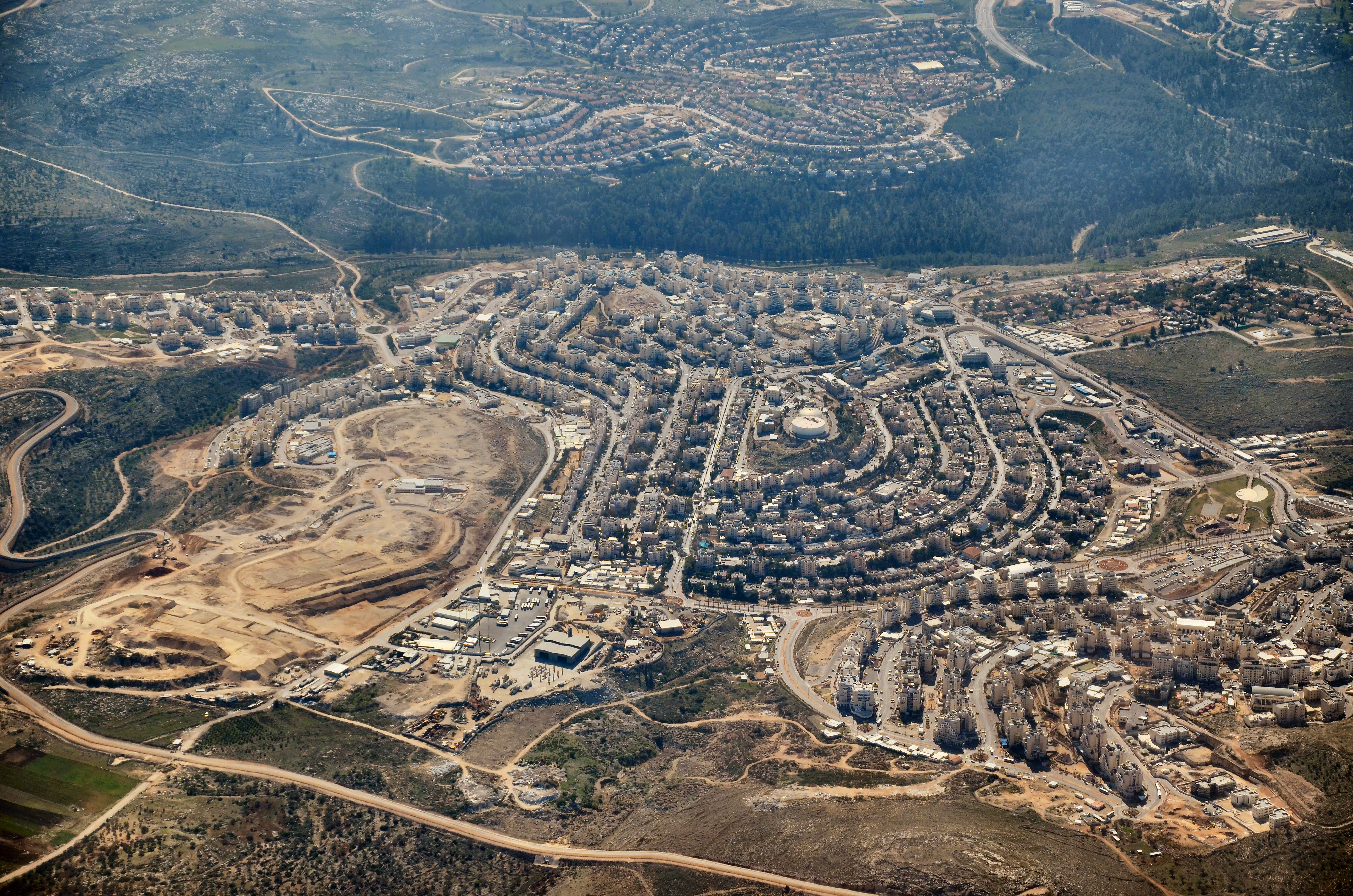
مودیعین عیلیت

منطقه ج (عبری: שטח C‎) قلمرویی تحت اشغال اسرائیل و تنها سرزمین همجوار در کرانه باختری است که به‌عنوان منطقه کاملاً خارج از مناطق تحت کنترل فلسطین (مناطق الف و ب) تعریف می‌شود. منطقه ج، حدود ۶۱ درصد از سرزمین‌های کرانه باختری را تشکیل می‌دهد که شامل تمام شهرک‌های اسرائیلی به غیر از شهرک‌های اورشلیم شرقی است و ورود به بیش از ۹۹ درصد این منطقه، برای فلسطینی‌ها ممنوع یا به شدت محدود شده است. این منطقه در سال ۱۹۹۵، بر پایه پیمان اسلو ۲ مقرر شد که به تدریج به حوزه قضایی فلسطین منتقل شود (با گزینه‌ای برای مبادله زمین بر اساس توافق نهایی)، اما چنین انتقالی اتفاق نیفتاد. این منطقه، دارای منابع طبیعی غنی است.
منطقه ج (به جز اورشلیم شرقی) که به همراه منطقه ب، از ژوئن ۱۹۶۷ تحت کنترل نظامی اسرائیل است، تقریباً ۴۰۰۰۰۰ شهرک‌نشین اسرائیلی و تقریباً ۳۰۰٬۰۰۰ فلسطینی را در خود جای داده است که در بیش از ۵۰۰ منطقه واقع در منطقه ج زندگی می‌کنند که مستقیماً توسط هماهنگ‌کننده فعالیت‌های دولتی اسرائیل، در مناطق تحت قوانین نظامی اداره می‌شود. تشکیلات خودگردان فلسطین، مسئول خدمات پزشکی و آموزشی به فلسطینیان در منطقه ج است اما ساخت زیرساخت و نظارت توسط اسرائیل انجام می‌شود.
جامعه بین‌المللی، شهرک‌سازی در سرزمین‌های اشغالی را غیرقانونی می‌داند، و سازمان ملل، بارها این دیدگاه را تأیید کرده است که شهرک‌سازی توسط اسرائیل، نقض قوانین است. در کنوانسیون چهارم ژنو، اسرائیل، موضع جامعه بین‌المللی و استدلال‌های قانونی‌ای را که برای اعلام غیرقانونی بودن شهرک‌ها مورد استفاده قرار گرفت را مورد مناقشه قرار داد.